# Friedrike av Hessen-Kassel
Friedrike av Hessen-Kassel, född 31 oktober 1722, död 28 februari 1787, var en tysk prinsessa. 
Dotter till Maximilian av Hessen-Kassel. Hon gifte sig 21 november 1752 med Fredrik August av Oldenburg, hertig av Oldenburg. 
Deras yngsta dotter Hedvig Elisabet Charlotta av Oldenburg var Sveriges drottning 1809-1818 och Norges drottning 1814-1818. 

## Barn
1. Wilhelm av Oldenburg
2. Louise av Oldenburg
3. Hedvig Elisabet Charlotta av Oldenburg